# زرد (درع)

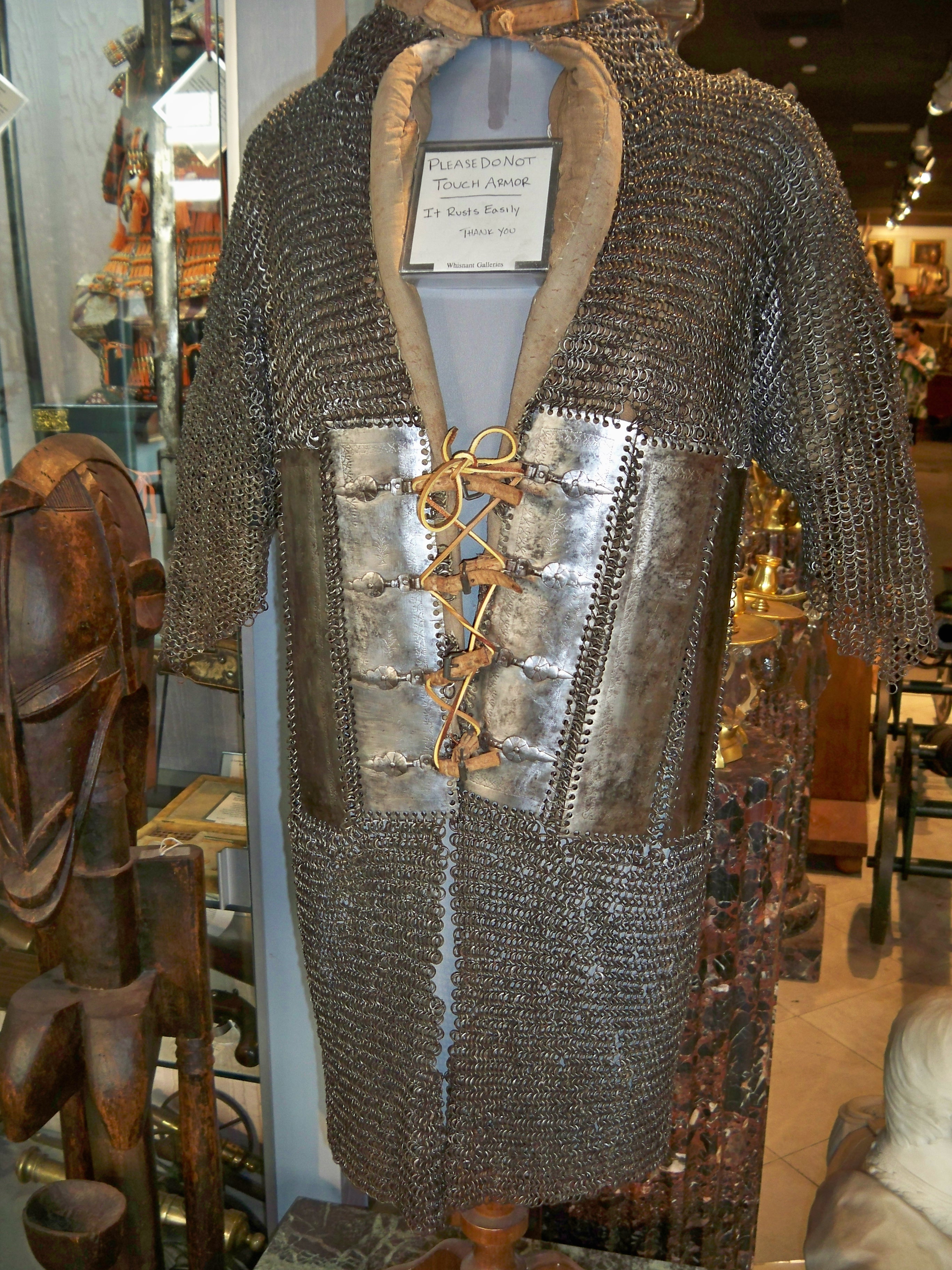
درع زيرة بغتار (zirah bagtar) وهو درع من الزرد المبرشم (المثبت) معزز بصفائح حديدية. وقد عُرف هذا النوع من الدروع في الهند في عصر سلطنة مغول الهند

الزرد أو المزرودة أو الجوشن (بالإنجليزية: Mail  أو Chain mail)‏ هو نوع من الدروع يتكون من حلقات معدنية صغيرة مترابطة لتُشكل تَعْشِيقَة من الحلقات المُتَشَابِكة.